# Andrzej Derdziuk
Andrzej Derdziuk (ur. 24 stycznia 1962 w Skierbieszowie) – polski prezbiter katolicki, zakonnik kapucyn, członek Warszawskiej Prowincji Zakonu Braci Mniejszych Kapucynów, od 2012 do 2015 prorektor KUL. Nauczyciel akademicki Wydziału Teologii Katolickiego Uniwersytetu Lubelskiego Jana Pawła II.

## Życiorys
Jest bratem-bliźniakiem Zbigniewa Derdziuka. Święcenia kapłańskie otrzymał 9 czerwca 1987 w Lublinie z rąk Jana Pawła II. Jest absolwentem Katolickiego Uniwersytetu Lubelskiego. W roku 1993 uzyskał stopień doktora teologii. W 2001 roku uzyskał stopień doktora habilitowanego. 19 września 2011 otrzymał z rąk Prezydenta Rzeczypospolitej Polskiej tytuł profesora nauk teologicznych.
Pracę dydaktyczną na KUL-u pełni od roku 1994, od 2003 profesor nadzwyczajny, kierownik Katedry Historii Teologii Moralnej. Specjalizuje się też w teologii życia konsekrowanego.
W latach 1996–2001 sekretarz Sekcji Polskich Teologów Moralistów. Pełnił posługę wiceprzewodniczącego Konferencji Rektorów Seminariów Duchownych w Polsce.
W latach 1994–2000 oraz 2004–2007 rektor Wyższego Seminarium Duchownego Kapucynów w Lublinie. W latach 2005–2008 prodziekan Wydziału Teologii KUL.
Obecnie pełni funkcję członka Rady Naukowej Instytutu Jana Pawła II KUL oraz przewodniczącego VI Wydziału Nauk Teologicznych Lubelskiego Towarzystwa Naukowego. Jest członkiem Komitetu Nauk Teologicznych Polskiej Akademii Nauk na kadencję 2011–2015 oraz redaktorem naczelnym czasopisma „Studia Nauk Teologicznych” PAN.
Mieszka w klasztorze Braci Mniejszych Kapucynów przy parafii pod wezwaniem Niepokalanego Serca Maryi Panny i św. Franciszka z Asyżu, gdzie jest odpowiedzialny m.in. za Grupę Modlitwy O. Pio.
Od 2011 z nominacji abp. Stanisława Budzika członek Rady Kapłańskiej Archidiecezji Lubelskiej.
10 maja 2012 wybrany prorektorem ds. rozwoju Katolickiego Uniwersytetu Lubelskiego Jana Pawła II na lata 2012–2016. Pełnił tę funkcję do 28 maja 2015. Od 2015 przewodniczący Wydziału Nauk Teologicznych Lubelskiego Towarzystwa Naukowego. Od 2020 członek Komitetu Nauk Teologicznych PAN.
Jest autorem wielu publikacji naukowych oraz haseł leksykalnych i encyklopedycznych. Organizator wielu konferencji krajowych i zagranicznych, na których wygłasza referaty.

## Publikacje
Autor książek:
- Grzech w XVIII wieku. Nurty w polskiej teologii moralnej, RW KUL, Lublin 1996, ISBN 978-83-228-0507-7
- A. Derdziuk, M. Stopikowska Moraliści polscy. Informator, Wydawnictwo Diecezjalne i Drukarnia w Sandomierzu, 1999, ISBN 83-88006-54-1[5]
- Aretologia w podręcznikach moralistów kapucyńskich w okresie między Soborem Watykańskim I a Watykańskim II, Wydawnictwo KUL, Lublin 2001, ISBN 83-228-0945-X
- Aretologia konsekrowana, czyli cnoty zakonne, Alleluja, Kraków 2003, ISBN 83-87440-33-7[6]
- Szata świadectwa, Alleluja, Kraków 2003, ISBN 83-87440-59-0
- Posłuszeństwo przełożonych, Alleluja, Kraków 2008, ISBN 978-83-60967-64-5
- W trosce o posiadanie Ducha Pańskiego. Rozważania nad Konstytucjami Braci Mniejszych Kapucynów, Wydawnictwo Diecezjalne i Drukarnia w Sandomierzu, 2008
- Kapłan w służbie Bogu i ludziom, Alleluja, Kraków 2010,  ISBN 978-83-60967-69-0
- W odpowiedzi na dar Miłosierdzi, Bracia Mniejsi Kapucyni, Lublin 2010; wyd. II poprawione Gaudium, Lublin 2010, ISBN 978-83-7548-018-4
- W odpowiedzi na dar młodości, Gaudium, Lublin 2010, ISBN 978-83-7548-015-3
- Teologia moralna w służbie wiary Kościoła, Wydawnictwo KUL, Lublin 2010, ISBN 978-83-7702-063-0
- W odpowiedzi na dar miłości, Gaudium, Lublin 2010 ISBN 978-83-7548-035-1
- A. Derdziuk, A. Zwierz Spowiedź kobiet, Gaudium, Lublin 2010; wyd. II Gaudium, Lublin 2011, ISBN 978-83-7548-042-9
- Ojciec Pio w Lublinie, Gaudium, Lublin 2011. ISBN 978-83-87229-42-9
- Mądrość spotkania. Kierownictwo duchowe bł. Jana Pawła II wobec Wandy Półtawskiej Św. Paweł, Częstochowa 2011, ISBN 978-83-7797-043-0
- W odpowiedzi na dar powołania, Wydawnictwo KUL, Lublin 2016, ISBN 978-83-8061-157-3
- W służbie miłosierdzia, Zakon Braci Mniejszych Kapucynów. Prowincja Warszawska, Lublin 2016, ISBN 978-83-87229-48-1; wyd. II Gaudium, Lublin 2016, ISBN 978-83-7548-246-1
- Ojciec Pio przewodnik na drodze modlitwy i cierpienia, Wydawnictwo Diecezjalne i Drukarnia w Sandomierzu, 2016, ISBN 978-83-8101-021-4
- In response to the gift of mercy, Wydawnictwo Światło-Życie, Kraków 2016, ISBN 978-83-7535-193-4